# Søren Lyng
Søren Lyng Christiansen (født 8. juli 1966) er en dansk tidligere fodboldspiller, og var angriber for F.C. København, da de vandt Superligaen i 1993. Christiansen fik to landskampe for landsholdet. I sin sidste kamp for Vedbæk fik Lyng Christiansen knust sin højre storetå, samt knæskallen i det efterfølgende fald, efter at have sparket til et hjørneflag, da han skulle tage et hjørnespark. Som følge af skaden stoppede han sin professionelle karriere. 

## Hædre
Klub
- Danske mesterskab: 1992-93 med F.C. København